# Tokaj (miasto)
Tokaj – miasto powiatowe w komitacie Borsod-Abaúj-Zemplén w północno-wschodnich Węgrzech.

## Położenie
Tokaj leży u zbiegu Bodrogu i Cisy, u południowych podnóży wulkanicznej góry Tokaj (także Kopasz, 515 m n.p.m.). Miasteczko jest stolicą tokajskiego regionu winiarskiego.

## Historia
Pierwsza wzmianka o okolicy Tokaj pojawia się w 1067 roku, a Tokaj jako nazwę osady nadmienia się w 1353 roku.
W roku 1074 pod miasteczkiem miała miejsce bitwa wojsk Gejzy I z wojskami króla Salomona.
W widłach dwóch wielkich rzek już w XI w. stała warownia, zniszczona później przez Tatarów.
W XIII w. za panowania króla Béli IV osiedlili się w Tokaju włoscy winiarze.
W XIV wieku wzniesiono tu zamek kamienny.
W późniejszych latach miejsce bitwy z Turkami w roku 1567, rezydencja Jana Hunyadyego i Macieja Korwina.
Znaczenie twierdzy wzrosło w czasach panowania Jana Zapolyi (1526-1540), który obdarzył miasto wieloma przywilejami.
W drugiej połowie XVI w. Tokaj spustoszyli Turcy, a wkrótce przeszedł on na własność Stefana Batorego, potem Gábora Bethlena, a w końcu Rakoczych. Dzięki dochodom z winnic Franciszek II Rakoczy mógł finansować powstanie przeciw Habsburgom.
W 1705 r. zarządził on zburzenie zamku.
Rozkwit winiarstwa w Tokaju nastąpił w XVII–XVIII w., gdy w okolicy osiedlili się kupcy greccy.
Po 1945 r. winnice zostały rozdrobnione, centralną rolę regionu winiarskiego powoli zajęło miasto Salgótarján.
W 1952 r. Tokaj pozbawiono praw miejskich, które odzyskał dopiero w 1986 r.
W 2002 r. UNESCO wpisało tokajski region winiarski na listę światowego dziedzictwa Kulturowego i Przyrodniczego.

## Zwiedzanie
Śródmieście – Plac Kossutha
Centrum miasta tworzy plac Kossutha z fontanną Bachusa. Swój dzisiejszy wygląd miasto Tokaj osiągnęło w XIX wieku. Wówczas to w okolicach dzisiejszego placu Kossutha zbudowane zostały domy greckich kupców, pałace, zajazd Arany Sas Fogadó. Kościół rzymskokatolicki pochodzi z 1909 r.
Piwnice
Obok kościoła widać kamienny przedsionek 600-letnich piwnic Rakoczego. Według tradycji tu w roku 1526 wybrany został na króla Jan Zapolya. Labirynt podziemnych korytarzy sięga 1,5 km w głąb góry. System piwnic ciągnący się po dzisiejszym centrum miasta liczy sobie kilkaset lat, w niektórych piwnicach przechowywano wina już w XV – XVI wieku. Poza tym w mieście znajduje się mnóstwo otwartych piwnic, gdzie mile widziani goście mogą delektować się światowej sławy winem Tokaj Aszú.
Muzeum Tokajskie
Niedaleko placu Kossutha, przy Bethlen utca 7, w dawnym domu greckich handlarzy wina znajduje się Muzeum Tokajskie. Zebrano tu m.in. wypowiedzi znanych osób na temat Tokaju, kolekcję narzędzi winiarskich, archiwa miejskie.
Galeria
Tokaji Galéria (Rákóczi u.) mieści się w późnobarokowej cerkwi, a Centrum Kultury w budynku dawnej synagogi przy Serház utca.

## Imprezy
Festiwal Wina Tokajskiego – około Dnia Orbana (25 maja)
Tokajskie Święto Winobrania – jesienią.

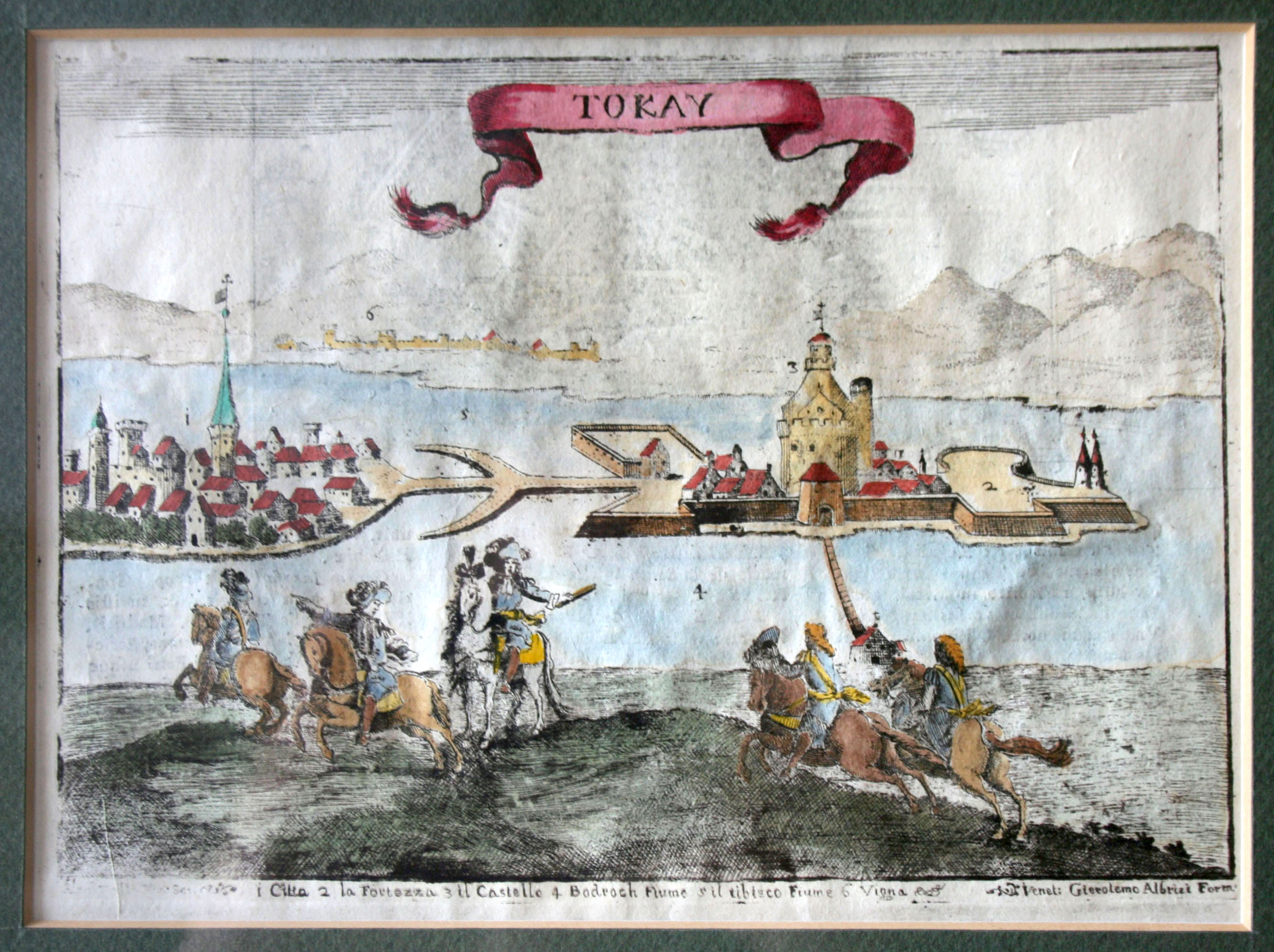
Zamek w Tokaju ok. 1664 r.
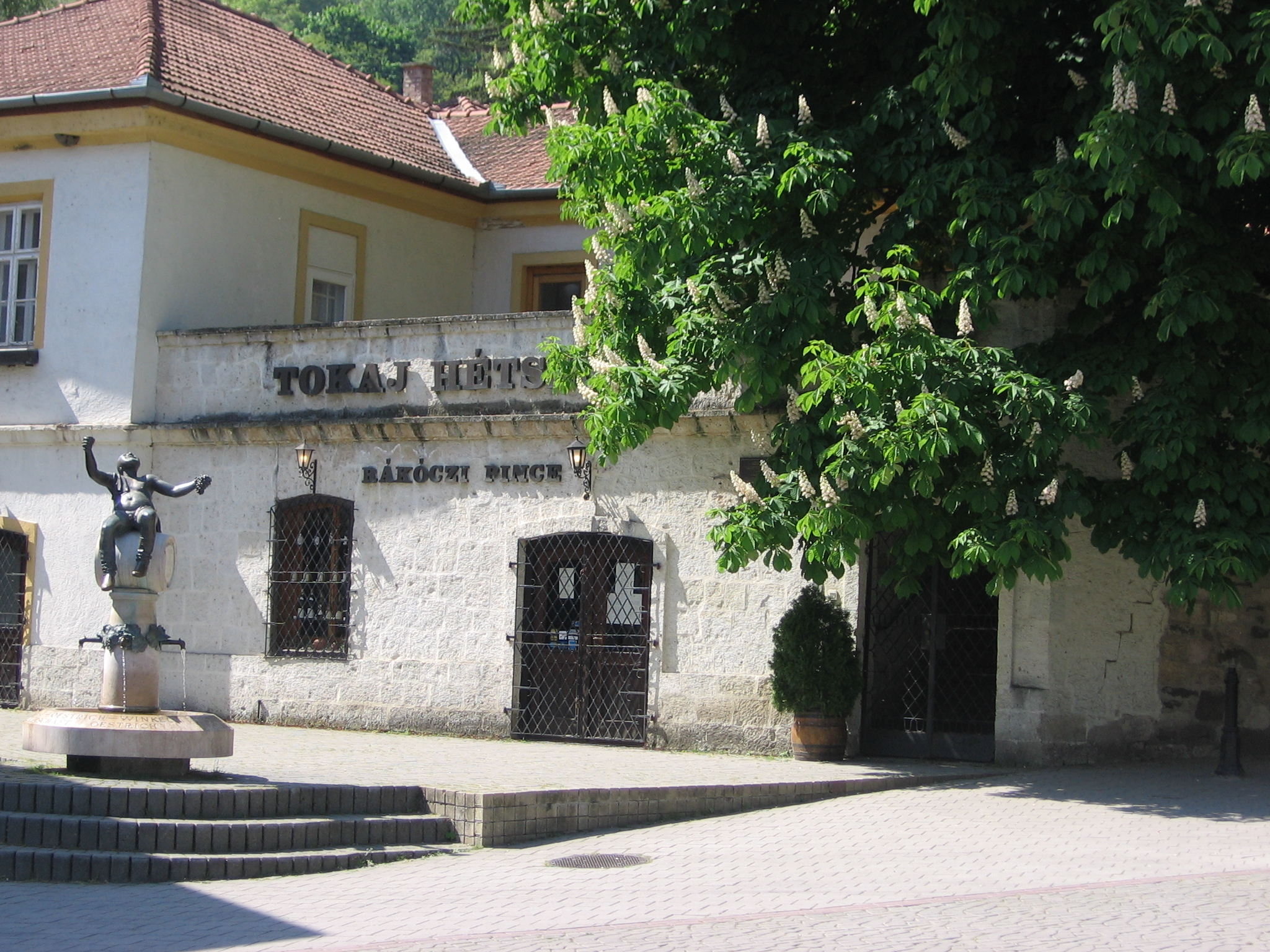
Piwnice winne - Rakoczi pince
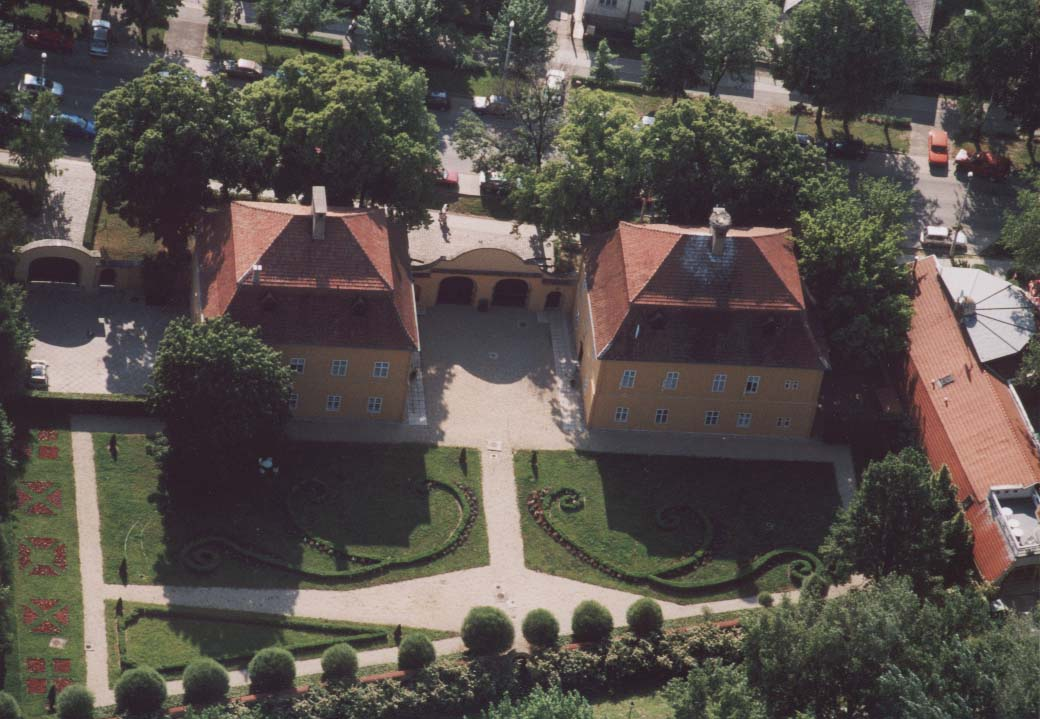
Pałac barokowy z ok. 1700 r.
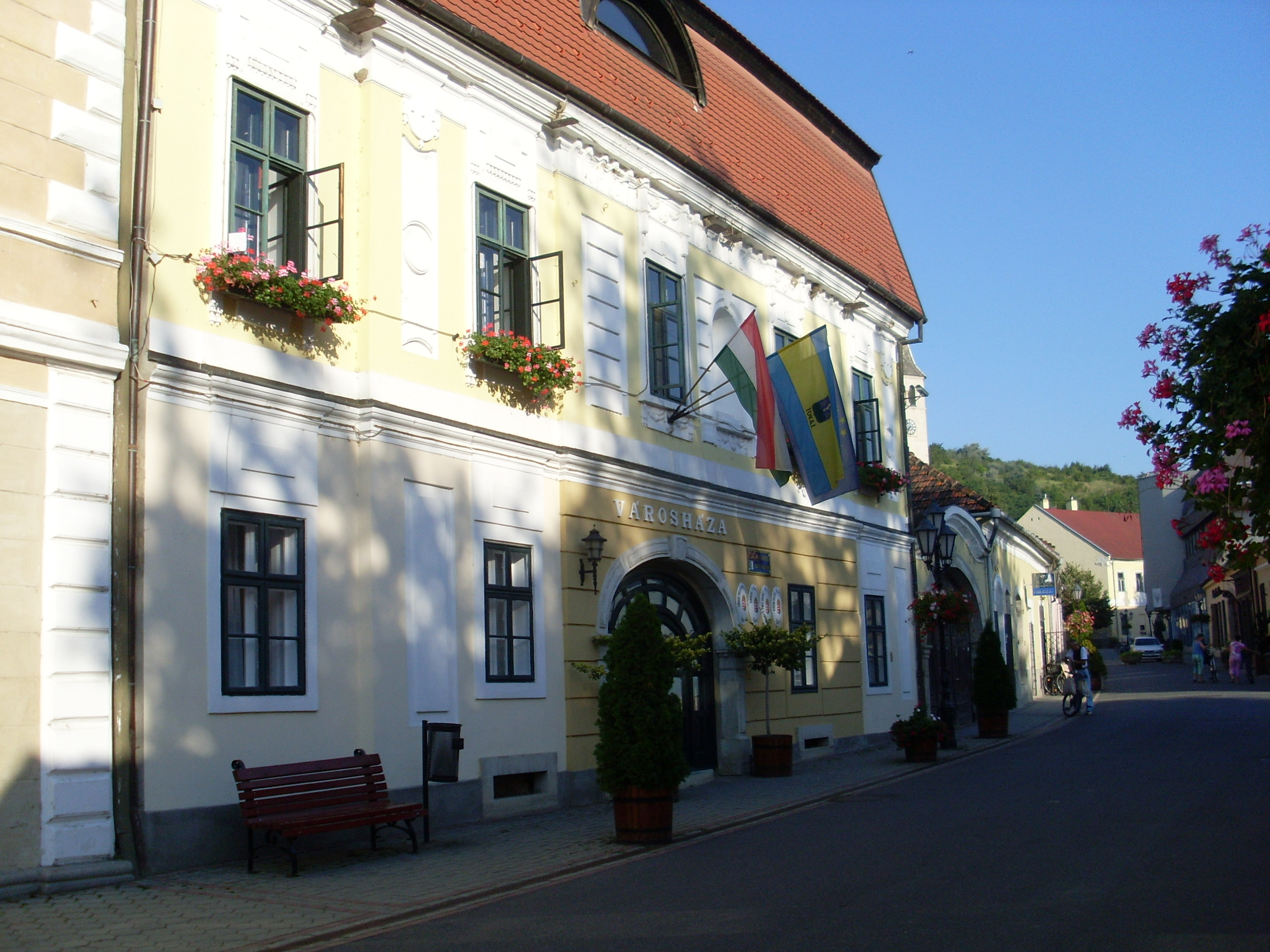
Ratusz
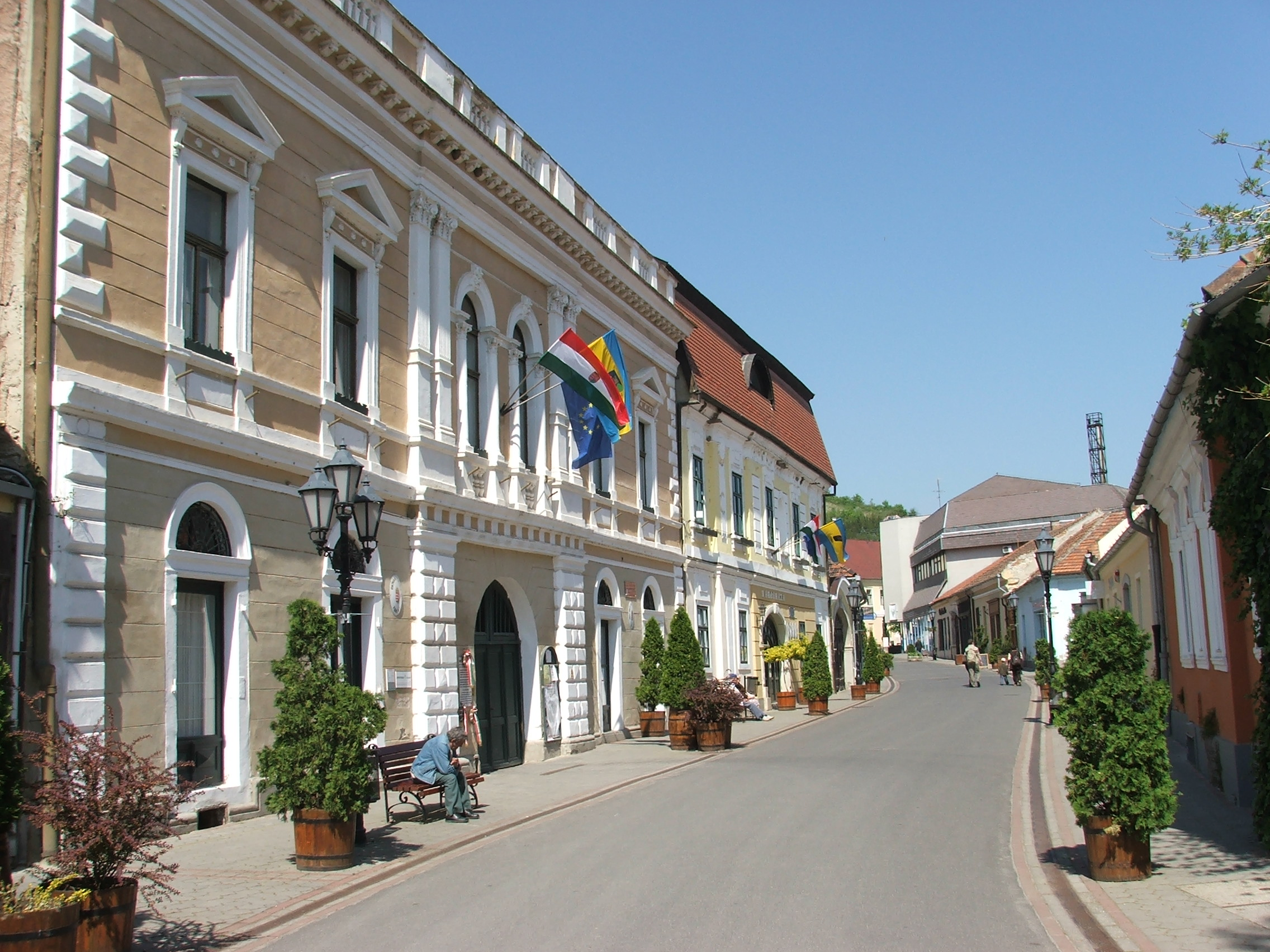
Ulica w Tokaju
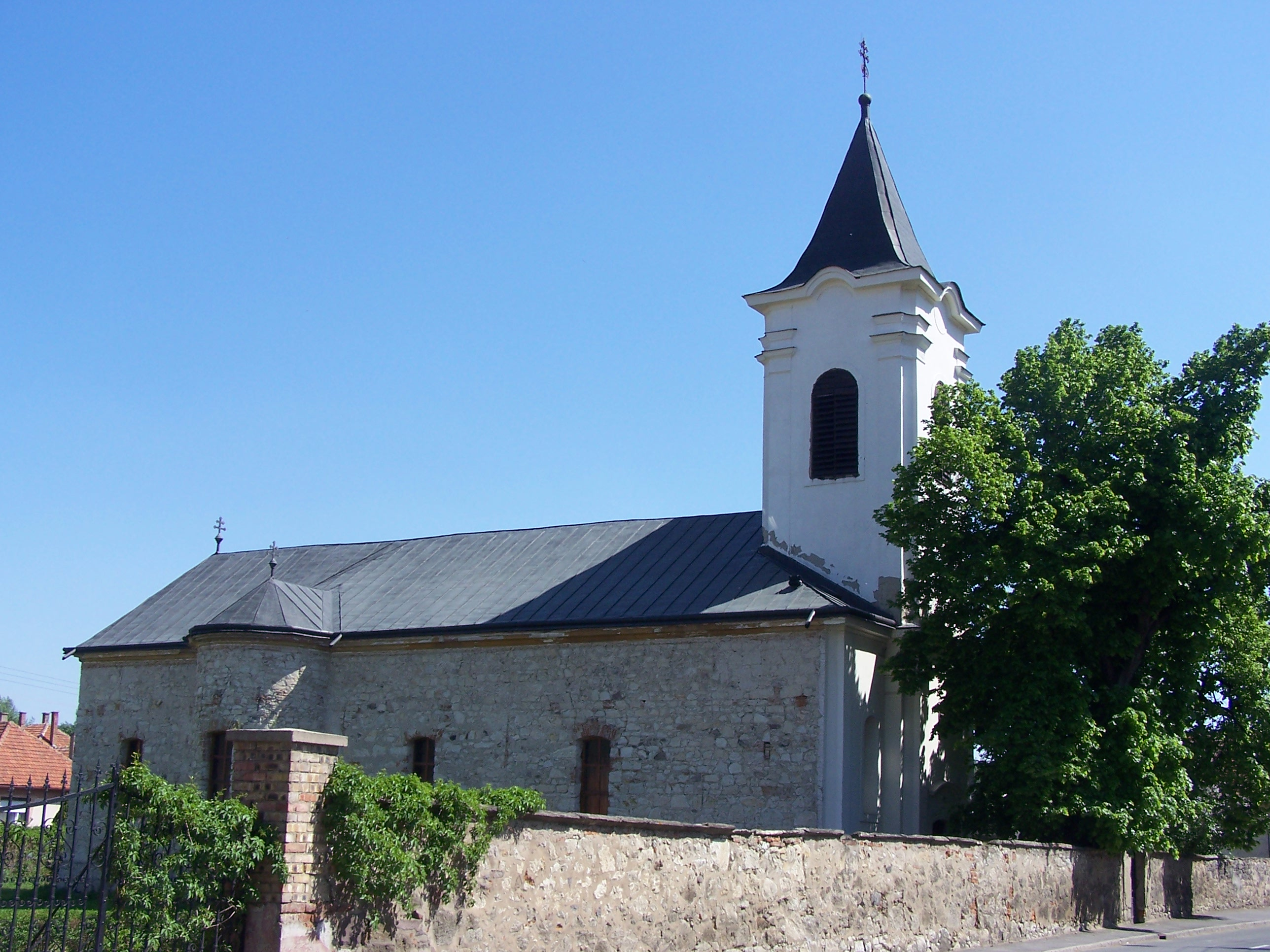
Cerkiew grecka
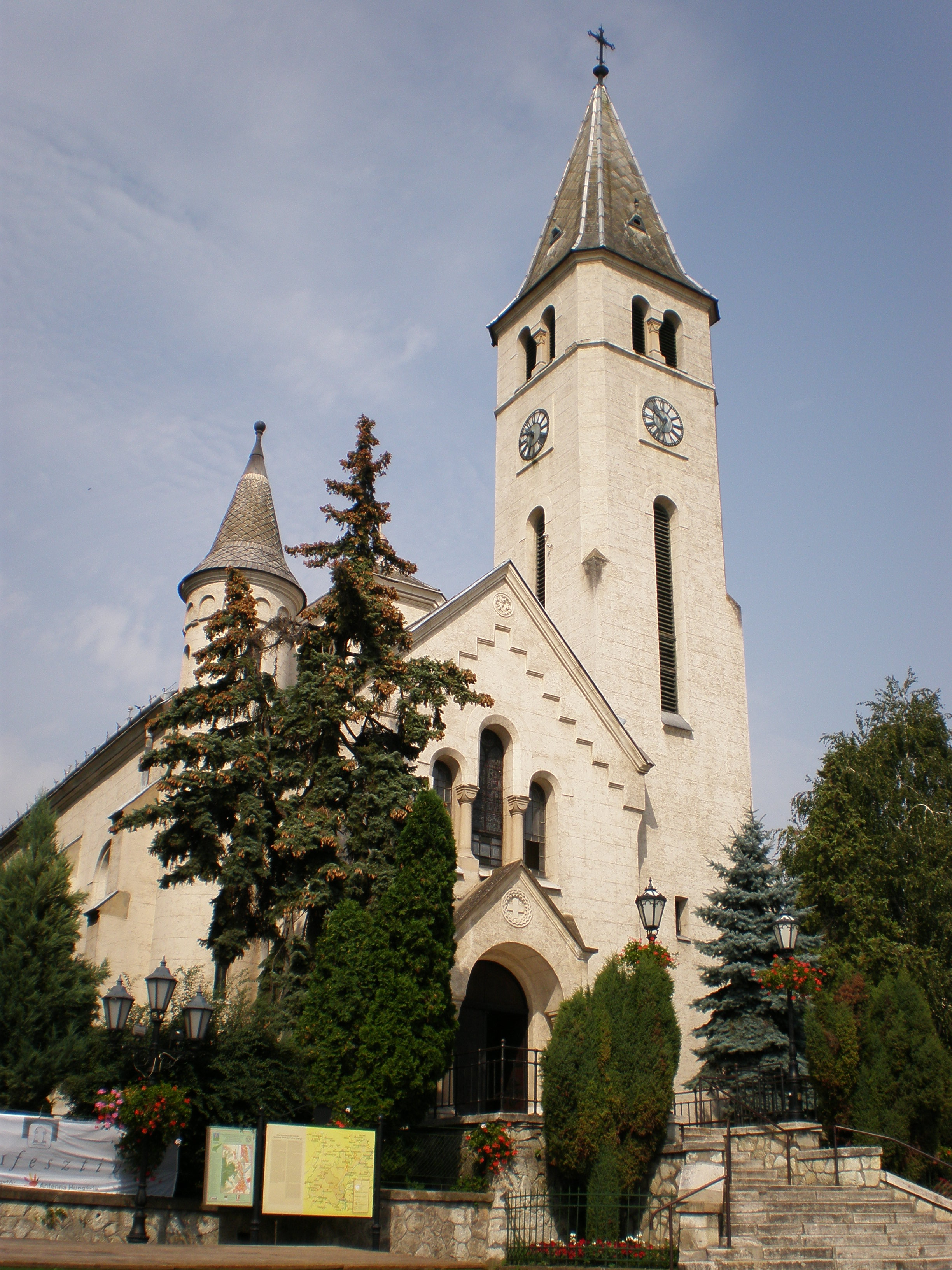
Kościół katolicki
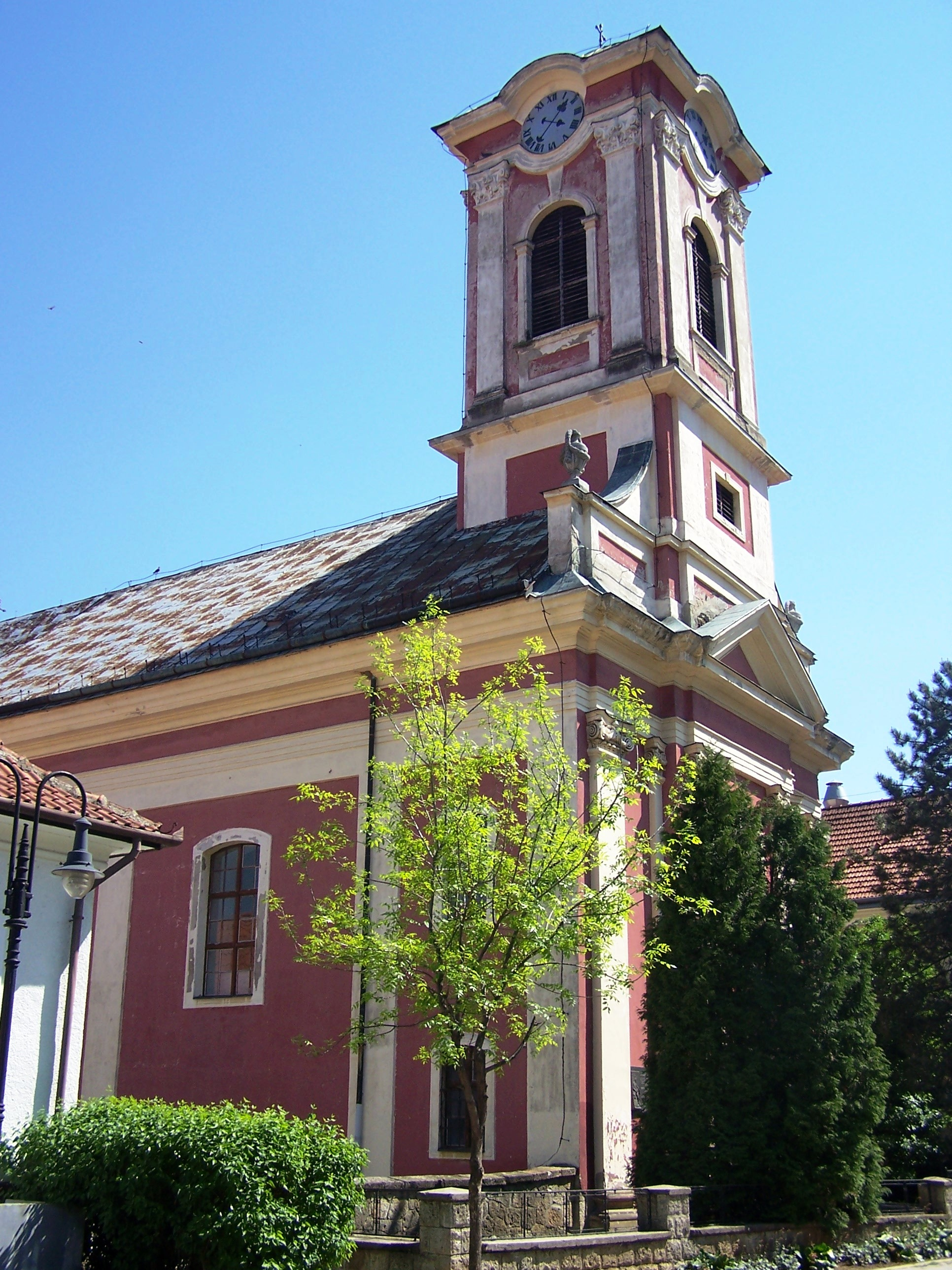
Cerkiew prawosławna

## Miasta partnerskie
- Binjamina-Giwat Ada, Izrael
- Cormòns, Włochy
- Dej, Rumunia
- Oestrich-Winkel, Niemcy
- Rust, Austria